# Surface intercondylaire du tibia
La surface intercondylaire du tibia (ou aire intercondylaire du tibia) est la zone du plateau tibial qui sépare les condyles médial et latéral du tibia.

## Description
La surface intercondylaire du tibia est constituée des aires intercondylaires antérieure et postérieure, séparées par l'éminence intercondylaire.

### Aire intercondylaire antérieure du tibia
L'aire intercondylaire antérieure du tibia (ou surface préspinale du plateau tibial) est la surface rugueuse triangulaire située entre les parties antérieures des condyles du tibia.
C'est la zone d'insertion tibiale du ligament croisé antérieur et des extrémités antérieures des ménisques de l'articulation du genou.

### Éminence intercondylaire
L'éminence intercondylaire (ou éminence interglénoïdienne ou éminence intercondylienne ou massif des épines tibiales ou massif épineux) est un massif osseux irrégulier et quadrangulaire située dans la partie moyenne de la surface intercondylaire et entre les facettes articulaires du plateau tibial.
Elle est plus près de la face postérieure que de la face antérieure de l'os.
Elle est surmontée par deux tubercules :
- le tubercule intercondylaire latéral ou épine tibiale externe,
- le tubercule intercondylaire médial ou épine tibiale interne.

### Aire intercondylaire postérieure du tibia
L'aire intercondylaire postérieure du tibia (ou surface rétrospinale du plateau tibial) est la surface rugueuse triangulaire située entre les parties postérieures des condyles du tibia.
Elle est plus étroite, plus excavée et plus inclinée que l'aire intercondylaire antérieure.
C'est la zone d'insertion tibiale du ligament croisé postérieur et des extrémités postérieures des ménisques de l'articulation du genou.